# Longeville
Longeville é uma comuna francesa na região administrativa de Borgonha-Franco-Condado, no departamento de Doubs. Estende-se por uma área de 9,46 km². Em 2010 a comuna tinha 179 habitantes (densidade: 18,9 hab./km²).